# Anthony Powell (kostiumograf)
Anthony Powell (ur. 2 czerwca 1935 w Chorlton-cum-Hardy, zm. 18 kwietnia 2021 w Londynie) – brytyjski kostiumograf filmowy i teatralny. Trzykrotny laureat Oscara za najlepsze kostiumy za filmy: Podróże z moją ciotką (1972) George’a Cukora, Śmierć na Nilu (1978) Johna Guillermina i Tess (1979) Romana Polańskiego. Był sześciokrotnie nominowany do Oscara. Zdobywca nagrody BAFTA oraz Cezara za najlepsze kostiumy.
Jego kuzynką jest wielokrotna laureatka Oscara za kostiumy Sandy Powell.
Zmarł 18 kwietnia 2021.

## Filmografia

### Kostiumy
- 1969: Królewskie polowanie na słońce (The Royal Hunt of the Sun)
- 1972: Podróże z moją ciotką (Travels with My Aunt)
- 1973: Motylek (Papillon)
- 1975: Łut szczęścia (That Lucky Touch)
- 1976: Buffalo Bill i Indianie (Buffalo Bill and the Indians, or Sitting Bull’s History Lesson)
- 1977: Cena strachu (Sorcerer)
- 1978: Śmierć na Nilu (Death on the Nile)
- 1979: Tess
- 1981: Modlitwa o miłość (Priest of Love)
- 1982: Zło czai się wszędzie (Evil Under the Sun)
- 1984: Indiana Jones i Świątynia Zagłady (Indiana Jones and the Temple of Doom)
- 1986: Piraci (Pirates)
- 1987: Ishtar
- 1988: Frantic
- 1989: Indiana Jones i ostatnia krucjata (Indiana Jones and the Last Crusade)
- 1991: Hook
- 1996: 101 dalmatyńczyków (101 Dalmatians)
- 1998: Rewolwer i melonik (The Avengers)
- 1999: Dziewiąte wrota (The Ninth Gate)
- 2000: 102 dalmatyńczyki (102 Dalmatians)
- 2006: Miss Potter